# Yeşilköy, Gelendost
Yeşilköy là một xã thuộc huyện Gelendost, tỉnh Isparta, Thổ Nhĩ Kỳ. Dân số thời điểm năm 2011 là 1.682 người.